# Sofie Van Houtven
Sofie Van Houtven (Bonheiden, 3 augustus 1987) is een Belgische doelvrouw die speelt voor Excelsior Barendrecht en de Red Flames.

## Loopbaan

### Club
Van 2004 tot 2011 speelde ze bij Standard Liège waar ze in 2006 de Beker van België won en in 2009 werd ze Landskampioen en won ook de Super Cup en in 2011 werd ze voor de tweede keer met Standard Landskampioen. Hier na ging ze voor 1 seizoen naar DVC Eva's Tienen. In het seizoen 2012-13 wordt de BeNe League opgericht en gaat Van houtven voor 1 seizoen naar K Beerschot AC waar ze 26 wedstrijden in doel staat. In seizoen 2013-14 komt ze uit voor Zonhoven. Het seizoen trek ze naar Oud-Heverlee Leuven. vanaf seizoen 2015-16 komt ze uit voor KRC Genk Ladies waar ze int eerste seizoen amper wedstrijden speelt en een sabbatjaar inlast om te focussen op de verbouwingen. Maar sinds 2016 is is ze terug titularis.

### Red Flames
Van Houtven maakte haar debuut bij de Red Flames bij de U-17 op 30 maart 2003 in de match tegen Ierland, die gewonnen werd met 4-0 en speelde er 45 minuten. In totaal speelde ze in de 5 wedstrijden die ze speelde voor de U-17, 225 minuten. Haar laatste wedstrijd was op 30 oktober 2003 tegen Engeland.
Vanaf 7 september 2003 speelde ze haar eerste wedstrijd voor de U-19 tegen Zwitserland ze speelde er 44 minuten de eindstand was 0-3. van de 25 selecties stond ze er 18 van in doel voor een totaal 1441 speelminuten. Ze speelde haar laatste wedstrijd op 16 juli 2006 tegen Duitsland de wedstrijd werd verloren met 4-0.
Ze behaalde haar eerste selectie bij de A-ploeg op 9 april 2008, maar kon voor deze wedstrijd geen cap verzilveren. Lang moest ze niet wachten want op 23 april speelde ze haar eerste wedstrijd tegen Nederland de wedstrijd eindigde op een 2-2 en stond 90 minuten onder de lat. Op dit moment heeft ze 23 caps van de 40 selecties goed voor 1981 speelminuten.

## Behaalde prijzen
- 2005-06: Beker van België
- 2008-09: Belgisch kampioen / Super Cup
- 2010-11: Belgisch kampioen